# Volná láska

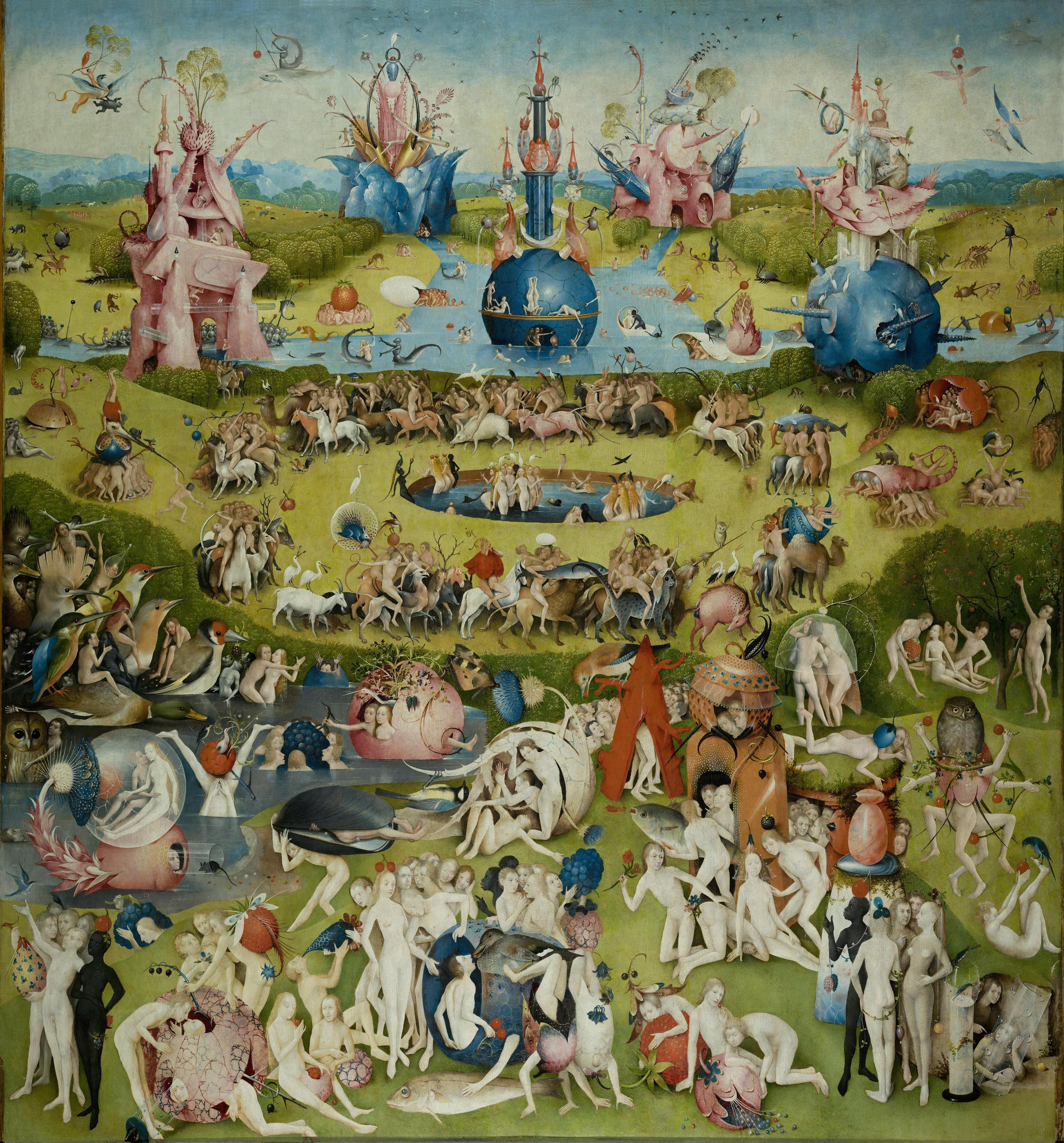
Hieronymus Bosch: Zahrada pozemských rozkoší

Volná láska (anglicky free love) je termín, který se začal šířit počátkem 60. let 20. století v komunitě hnutí hippies. Jeho hlavní myšlenkou je, že člověk by měl mít možnost nezávazného sexu a milování všeobecně s kýmkoliv, kdo se mu v dané chvíli líbí, bez ohledu na morální postoje většinové společnosti. Odrůdou volné lásky je teorie „sklenice vody“, která se rozšířila v Sovětském svazu v prvních porevolučních letech:s.289 a hlásala, že sexuální potřeby mají být uspokojovány tak snadno, jako se žízeň hasí sklenicí vody.